# Club Natació Lleida
El Club Natació Lleida és un club de natació de Lleida, fundat l'any 1967. Essent el primer president Josep Trepat Padró, va començar practicant a les piscines del Camp d'Esports. El 1972 va aconseguir la cessió de la piscina coberta dels Camps Elisis, on es va consolidar l'equip i l'escola de natació. El 1980, durant la presidència de Salvador Pérez Ribes, van comprar-se els terrenys de la partida de Gualda, on cinc anys mes tarda va inaugurar-se la piscina olímpica de 50 m. També té seccions de pàdel, atletisme, gimnàstica i gimnàstica rítmica, tennis, pàdel i esquaix. Entre d'altres nedadors, van destacar Itziar Esparza, Sergi Roure i Jordi Cadens.